# 杜阿斯埃斯特拉达斯
杜阿斯埃斯特拉达斯是巴西帕拉伊巴州的一个市镇。总面积26.361平方公里，总人口2890人，人口密度109.6人/平方公里。